# Courbet-Klasse
Die Courbet-Klasse war eine Klasse von vier Schlachtschiffen der französischen Marine, die kurz vor dem Ausbruch des Ersten Weltkrieges fertiggestellt wurden. Zugleich stellten diese vier Einheiten auch die ersten Schlachtschiffe des sogenannten Dreadnought-Typs dar, die Frankreich in Dienst stellte. Namensgeber der Klasse selbst beziehungsweise des Typschiffes war der französische Admiral Amédée-Anatole Courbet. Die drei Schwesterschiffe wurden nach dem französischen Freibeuter Jean Bart sowie nach Frankreich selbst und der französischen Hauptstadt (Paris) benannt. Kriegsverluste in beiden Weltkriegen traten bei der Klasse keine ein, indessen ging eines der Schiffe, die France, 1922 infolge von Strandung verloren. Die übrigen drei Einheiten wurden teils modernisiert, aber entweder bereits in der Zwischenkriegszeit oder im Verlauf des Zweiten Weltkrieges zu Schul- oder stationären Depotschiffen umklassifiziert und nach dem Kriegsende abgewrackt. Das Typschiff Courbet wurde 1944 im Rahmen der alliierten Landung in der Normandie als Wellenbrecher selbst versenkt. Im April 1940 wurde beschlossen, die Courbet und die Paris durch Schlachtschiffneubauten der Alsace-Klasse zu ersetzen. Hierzu kam es jedoch kriegsbedingt nicht mehr.

## Technik
Die Abmessungen der Courbet-Klasse wurden durch die Größe der damals vorhandenen Trockendocks begrenzt. Zugleich waren es auch die ersten echten Schiffe vom Dreadnought-Typ, welche die französische Marine in Dienst stellte. Die zuvor gebauten Linienschiffe der Danton-Klasse waren nicht nur rund 5.000 ts kleiner gewesen, sondern hatten zudem quasi nur eine Zwischenlösung zwischen dem sogenannten Einheitslinienschiff und den Dreadnoughts bzw. dem Konzept des all big gun one calibre battleship dargestellt, was sich nicht zuletzt an der Einführung eines halbschweren Kalibers (240 mm) zwischen Haupt- und Mittelartillerie bei letztgenannter Klasse widergespiegelt hatte. Das Schiff hatte eine Gesamtlänge von etwas über 168 Metern und eine Kielwasserlinie von rund 165 Metern. Die Breite betrug 27,89 Meter und der Tiefgang 9,04 Meter. Die Verdrängung gemäß der Konstruktionsplanungen betrug 22.189 ts beziehungsweise 22.544 t, die spätere maximale Einsatzverdrängung lag zwischen 23.475 t und 25.579 t.

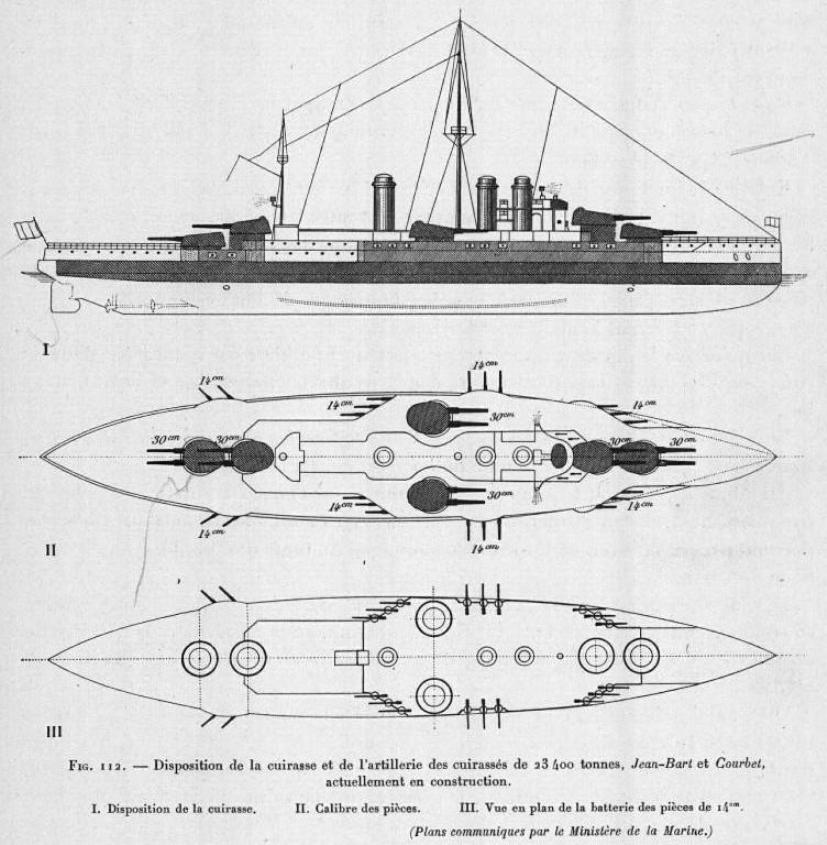
Seiten- und Deckansichtzeichnung der Courbet-Klasse

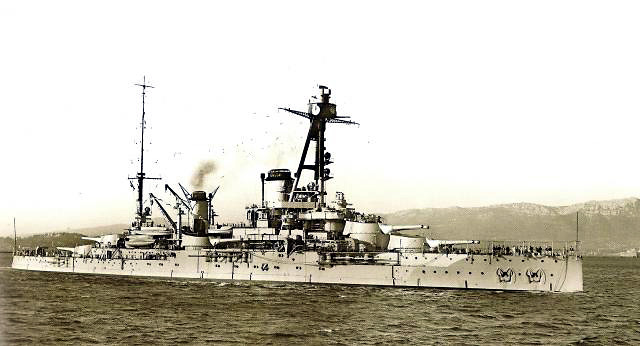
Die Courbet nach der Modernisierung in den 1930er-Jahren. Man beachte den Dreibeinmast im Bereich des Brückenaufbaus sowie den vergrößerten ersten Schornstein.

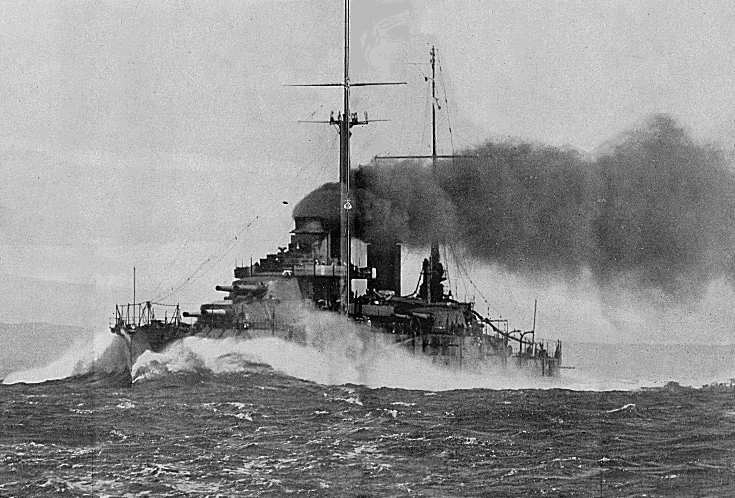
Das Schlachtschiff Paris bei Geschwindigkeitstests

### Antrieb
Die Schiffe der Courbet-Klasse waren mit vier Parsonsturbinen ausgestattet, die jeweils eine Welle antrieben und insgesamt 28.000 WPS (22.065 kW) entwickelten, mit der sie eine Höchstgeschwindigkeit von 20 Knoten (37 km/h) erreichten. Der Dampf wurde von 24 Belleville- bzw. Niclausse-Wasserrohrkesseln geliefert. Die Schiffe konnten maximal 2.706 t Kohle und 310 t Heizöl mitführen, was ihnen bei 10 Knoten (19 km/h) eine Reichweite von 4200 Seemeilen (7.800 km) ermöglichte. Bei Testfahrten wurden diese Werte jedoch von allen Einheiten leicht überschritten, die höchste bei Tests erreichte Geschwindigkeit lag bei 22,6 Knoten. Die Besatzung des Schiffes bestand aus 1085 bis 1108 Offizieren und Mannschaft.
Zwischen 1927 und 1931 wurden auf allen drei verbliebenen Einheiten die Kessel auf Ölbefeuerung umgerüstet (der Treibstoffvorrat lag ab diesem Zeitpunkt bei rund 2.500 ts Öl), zudem wurde die Zahl der Schornsteine von drei auf zwei reduziert (die beiden vorderen, direkt hinter dem Brückenaufbau befindlichen wurden zu einem großen Schornstein zusammengefasst); die Courbet erhielt zudem im Rahmen dieses Umbaus anstelle der Dampfturbinen neuartigere Getriebeturbinen.

### Bewaffnung
Die Hauptbewaffnung bestand aus zwölf 305-mm-Kanonen in sechs Geschütztürmen, zwei vor und zwei hinter den Aufbauten sowie zwei an Back- und Steuerbord. Die 14 m langen Geschütze hatten einen Seitenrichtbereich von −150 bis +150 Grad. Die Kanonen selbst wogen 54 t und hatten bei einer maximalen Elevation von 12° und einer Mündungsgeschwindigkeit von 783 m/s eine Reichweite von 13.500 m. Sie verschossen 428 kg schwere Granaten mit einer Kadenz von etwa zwei Schuss pro Minute. Die seitliche Ausrichtung erfolgte durch Elektromotoren mit einer Geschwindigkeit von 4,5 Grad pro Sekunde. Die Erhöhung und Absenkung der Rohre erfolgte ebenfalls elektrisch mit einer Geschwindigkeit von 3 Grad pro Sekunde.
Die Mittelartillerie bestand aus 22 Stück 138,6-mm-Geschützen L/55 Modell 1910 (Canon de 138 mm/55 Modèle 1910), die in jeweils elf Kasematten zu beiden Schiffsseiten untergebracht waren. Obgleich dieses Kaliber etwas leichter war als bei vergleichbaren deutschen (15 cm) oder britischen (152 mm) Mittelartilleriegeschützen, gaben die französischen Konstrukteure diesem Modell den Vorzug, da das Geschossgewicht (39,5 Kilogramm) niedriger war und man sich hiervon eine bessere Handhabung der Munition durch die Bedienmannschaften sowie eine höhere Feuergeschwindigkeit, besonders bei der Abwehr von Torpedofahrzeugen, versprach. In der Realität jedoch ergaben sich kaum Vorteile, da die Feuergeschwindigkeit des französischen Geschützes quasi identisch war mit jener der deutschen oder britischen Pendants (je nach Erfahrung der Mannschaften etwa fünf bis sieben Schuss pro Minute). Die Reichweite der 138,6-mm-Kanonen lag bei einer maximalen Rohrerhöhung von 25 Grad bei rund 16.100 m. Die Dotierung lag bei 275 Granaten pro Rohr. Zu Beginn der Dienstzeit besaßen alle vier Schiffe zudem noch vier einzeln lafettierte 47-mm-Hotchkiss-Geschütze, die ursprünglich ebenfalls zur Abwehr von Torpedobooten konzipiert worden waren. Beim Kriegsausbruch 1914 waren diese Kanonen jedoch weitgehend obsolet, da die zunehmende Größe der Torpedoboote und Zerstörer die Wirksamkeit des 47-mm-Kalibers minimierte. So hatte die britische Marine zum gleichen Zeitpunkt bereits damit begonnen, ihre ursprünglich ebenfalls zur Torpedobootabwehr eingeführten 76,2-mm-Geschütze wegen wachsender Wirkungslosigkeit wieder auszubauen.
Ferner befanden sich an Bord der Schiffe der Courbet-Klasse noch vier 450-mm-Torpedorohre des Modells 1909. Diese waren unterhalb der Wasserlinie fest eingebaut und konnten Torpedos des Typs M12D (145-Kilogramm-Gefechtskopf) verschießen; insgesamt befanden sich zwölf Reservetorpedos an Bord. Diese Torpedos erreichten bis 3.000 Meter eine Höchstgeschwindigkeit von 28 kn und mit einer geringeren Geschwindigkeit eine maximale Reichweite von rund 8.000 m.

#### Modifikationen
Während die France aufgrund ihres frühen Verlustes sehr wahrscheinlich kaum Veränderungen erfahren hat, wurden auf den drei übrigen Schiffen die 450-mm-Torpedorohre um 1937/38 ausgebaut. Ferner kamen ab etwa 1925 nach und nach acht der 138,6-mm-Geschütze der Mittelartillerie von Bord. Im Gegenzug erhielten die verbliebenen Einheiten, nachdem sich um 1921/22 zeitweilig sieben veraltete 75-mm-Kanonen L/62,5 des Modells 1908 (die indessen keine Luftzielbefähigung besaßen) an Bord befunden hatten, zwischen 1927 und 1937 insgesamt sechs moderne und einzeln lafettierte 75-mm-Flak L/50 des Modells 1922, die alle älteren 75-mm-Kanonen ersetzten.
An Bord der Courbet wurde im Jahr 1918 der achtere Hauptmast bis auf die Höhe der ersten Plattform gekürzt (etwa auf Höhe der Schornsteine). Diese nun freie Plattform wurde als Startplatz für einen Fesselballon genutzt, welcher der Artilleriebeobachtung diente. Obgleich sich das System nicht bewährt haben soll, verblieb der Ballon bis mindestens ins Jahr 1925 auf dem Schiff. Die Courbet war das einzige Schiff der Klasse, das mit einem solchen System ausgerüstet war.
Ab 1939 führten zumindest Paris und Courbet zudem je 14 schwere 13,2-mm-Fla-Maschinengewehre in sechs Doppel- und zwei Einzellafetten sowie (vermutlich testweise) vier halbautomatische 37-mm-Flak L/50 des Modells 1933 in zwei Zwillingslafetten.

### Panzerschutz
Die Courbet-Klasse verfügte über einen 99 m langen und 4,75 m hohen Hauptgürtelpanzer – davon lagen 2,35 m oberhalb und 2,40 m unterhalb der Wasserlinie –, der mittschiffs 270 mm stark war und sich zu den Enden hin auf 180 mm verjüngte. Die Querschotten an beiden Abschlüssen des Gürtels waren 70 mm stark. Das Panzerdeck maß im Durchschnitt 40 mm, war aber über den lebenswichtigen Teilen (Maschinenbereiche, Munitionsräume) bis zu 70 mm dick. Unterhalb des Hauptdecks befanden sich drei weitere Decks, die ebenfalls gepanzert waren (30 mm stark). Ein Torpedoschott befand sich nicht an Bord.
Die Türme der Hauptartillerie besaßen eine 320 mm starke Front- sowie eine 250 mm dicke Seitenpanzerung. Die Decken der Türme waren 100 mm stark. Der Panzerschutz der 138,6-mm-Kasemattgeschütze lag bei 180 mm; es handelte sich hierbei um einen teils auf dem eigentlichen Gürtelpanzer aufliegenden Zusatzschutz, der, sich beständig verjüngend bis zu einer Dicke von nur mehr 30 mm, bis zum Bug der Schiffe hinzog. Dieser Panzerschutz im Bugbereich wurde ab 1929 auf den verbliebenen Schiffen bis zum vorderen Artillerieturm entfernt, da die Einheiten sich als leicht buglastig erwiesen hatten, was wiederum ein recht „nasses“ Vorschiff zur Folge gehabt hatte.

## Einheiten derCourbet-Klasse
| Schiff    | Bauwerft                                                 | Kiellegung        | Indienststellung  | Anmerkungen und Verbleib |
| --------- | -------------------------------------------------------- | ----------------- | ----------------- | --- |
| Courbet   | Arsenal de Lorient, Lorient                              | 1. September 1910 | 19. November 1913 | Während des Ersten Weltkrieges im Mittelmeer eingesetzt, dabei Versenkung des österreich-ungarischen Kreuzers Zenta (gemeinsam mit den Schwesterschiffen) vor Antivari. Ab 1920 Schulschiff, dabei 1923 Kesselraumbrand. Zwischen 1924 und 1931 mehrfach eingedockt und modernisiert. Umklassifizierung zum Artillerieschulschiff 1937. Im Zweiten Weltkrieg Beschießung von Cherbourg und nach der Niederlage Frankreichs Übergabe des Schiffes an die freifranzösische Marine (FNFL) (Juli 1940) durch die Briten. 1940 bis April 1943 stationäres Flugabwehrschiff und Depot in Portsmouth. Von April bis Dezember 1943 als Zielschiff für Versuche mit der Rollbombe „Highball“ verwendet. Juni 1944: Nach Außerdienststellung Selbstversenkung als Wellenbrecher vor der Normandie im Rahmen der Operation Overlord. Nach dem Kriegsende vor Ort verschrottet. |
| Jean Bart | Arsenal de Brest, Brest                                  | 15. November 1910 | 5. Juni 1913      | Während des Ersten Weltkrieges im Mittelmeer eingesetzt (s. Courbet), dabei am 21. Dezember 1914 von österreichisch-ungarischem U-Boot U-12 torpediert, Reparatur bis April 1915. Bis 1918 im östlichen Mittelmeer, dabei 1916 Teilnahme an der Besetzung Korfus. 1919 kurzzeitige Meuterei an Bord (infolge der Absicht der Entente-Mächte, in den russischen Bürgerkrieg zu intervenieren). Umbauten und Modernisierungen zwischen 1923 und 1925 sowie zwischen 1929 und 1931. 1936 wegen schlechtem Allgemeinzustand außer Dienst gestellt und desarmiert, Nutzung als Hulk in Toulon unter dem neuen Namen Océan. November 1942: Erbeutung durch die Wehrmacht. Hulk wurde zeitweilig zu Sprengversuchen seitens der Deutschen genutzt und nach dem Kriegsende beziehungsweise ab Dezember 1945 vor Ort verschrottet. |
| Paris     | Forges et Chantiers de la Méditerranée, La Seyne-sur-Mer | 10. November 1911 | 1. August 1914    | Während des Ersten Weltkrieges im Mittelmeer eingesetzt (s. Courbet). 1916 Teilnahme an der Besetzung Korfus. Unterstützung des griechischen Heeres bei der Eroberung Smyrnas 1919 (Griechisch-Türkischer Krieg). Erster Umbau 1922 bis 1925. Im Sommer 1925 Beschießung von Rifkabylen-Stellungen bei Al Hoceïma im Rahmen des zweiten marokkanischen Krieges, dabei durch Küstengeschütze leicht beschädigt (sechs Artillerietreffer). Mehrere Werftliegezeiten bis 1938. Im Zweiten Weltkrieg Beschießung von Cherbourg (1940), dabei am 11. Juni 1940 durch deutschen Bombentreffer erneut leicht beschädigt. Flucht nach Großbritannien, Übergabe des Schiffes an die freifranzösische Marine (FNFL) im Juli 1940. Bis 1944 als stationäres Flugabwehrschiff und als Depot für die polnische Exilmarine in Plymouth liegend. Nach Außerdienststellung und nach dem Kriegsende 1945 nach Brest geschleppt und dort in desarmiertem Zustand bis 1955 als Lager benutzt, Abbruch des alten Hulks ab Juni 1956. |
| France    | Ateliers et Chantiers de la Loire, Saint-Nazaire         | 30. November 1911 | 15. Juli 1914     | Während des Ersten Weltkrieges ebenso im Mittelmeer eingesetzt (s. Courbet). 1916 Teilnahme an der Besetzung Korfus. 1919 kurzzeitige Meuterei an Bord (s. Jean Bart). Am 26. August 1922 in der Quiberon-Bucht auf einen nicht in den Seekarten verzeichneten Unterwasserfelsen aufgelaufen und nach knapp vier Stunden gesunken (drei Todesopfer). Das in nur etwa 15 m Wassertiefe liegende Wrack wurde zwischen 1935 und 1958 nach und nach vor Ort zerlegt und verschrottet. |